# Kazuya Yamamura
Kazuya Yamamura (jap. 山村 和也 Yamamura Kazuya; * 2. Dezember 1989 in Nagasaki, Präfektur Nagasaki) ist ein japanischer Fußballspieler.

## Karriere

### Verein
Kazuya Yamamura erlernte das Fußballspielen in den Schulmannschaften der Kunimi Junior High School und der Kunimi High School sowie in der Universitätsmannschaft der Ryutsu-Keizai-Universität. Seinen ersten Vertrag unterschrieb er 2012 bei den Kashima Antlers. Der Verein aus Kashima spielte in der ersten Liga, der J1 League. 2012 gewann er mit den Antlers den J. League Cup. 2016 wechselte er zum Zweitligisten Cerezo Osaka nach Osaka. Am Ende der Saison wurde er Tabellenvierter der zweiten Liga und stieg in die erste Liga auf. 2017 gewann er mit Osaka den J. League Cup und den Emperor’s Cup. Den Supercup gewann er 2018. 2019 verpflichtete ihn der ebenfalls in der ersten Liga spielende Kawasaki Frontale. Mit Frontale gewann er 2019 den J. League Cup. 2020 und 2021 feierte er mit dem Klub die japanische Meisterschaft. Den Kaiserpokal gewann er 2020 und 2023. Nach fünf Spielzeiten, in denen er 87 Ligaspiele bestritt, wechselte er im Januar 2024 zu den ebenfalls in der ersten Liga spielenden Yokohama F. Marinos.

### Nationalmannschaft
Im Jahr 2012 debütierte Kazuya Yamamura für die japanische Fußballnationalmannschaft. Er hat bislang ein Länderspiel für Japan bestritten.

## Erfolge
Kashima Antlers
- Japanischer Ligapokalsieger: 2012

Cerezo Osaka
- Japanischer Ligapokalsieger: 2017
- Japanischer Pokalsieger: 2017
- Japanischer Supercup: 2018

Kawasaki Frontale
- Japanischer Meister: 2020, 2021
- Japanischer Ligapokalsieger: 2019
- Japanischer Pokalsieger: 2020, 2023